# Modena Football Club 2013-2014
Questa voce raccoglie le informazioni riguardanti il Modena Football Club nelle competizioni ufficiali della stagione 2013-2014.

## Stagione
Alla guida della squadra viene confermato Walter Alfredo Novellino. Persa una pedina importante come il bomber Matteo Ardemagni, viene allestita una rosa formata in prevalenza da giovani.
Dopo essere stata eliminatata nel secondo turno di Coppa Italia dal Frosinone la squadra inizia il campionato alternando un buon rendimento nelle partite interne con risultati deficitari in trasferta. Il giovane Babacar si propone come uno dei migliori marcatori della categoria. A partire dalla sconfitta casalinga nel derby con il Carpi la squadra entra in una crisi di risultati che le consente di raccogliere solo tre punti in otto giornate terminando il girone di andata a un solo punto dalla zona Play-out.
Si ribalta completamente la situazione nel girone di ritorno, quando i canarini, anche grazie all'apporto di Pablo Granoche, arrivato nel mercato invernale, iniziano a risalire velocemente la classifica abbandonando prima le zone basse e poi raggiungendo i Play-off, dove superano il turno preliminare battendo lo Spezia, ma vengono eliminati in semifinale dal Cesena.

## Divise e sponsor
Lo sponsor tecnico per la stagione 2013-2014 è Erreà, mentre lo sponsor ufficiale è CPL Concordia - Coopgas.
| Casa | Trasferta | Terza divisa |

## Organigramma societario
Area direttiva
- Presidente onorario: Cav. Sergio Brighenti
- Presidente: Angelo Forcina
- Amministratore delegato: Marja Caliendo
- Consigliere: Luca Costa

Area organizzativa
- Segretario generale: Francesco Iacopino
- Ufficio Stampa, area Web e Social Media: Francesco Prandini
- Segreteria sportiva: Stefano Casolari
- Segreteria sportiva: Andrea Russo
- Responsabile sicurezza: Stefano Zoboli
- Responsabile amministrativo: Annamaria Manicardi

Area comunicazione e marketing
- Sviluppo commerciale e marketing: Società GSport

Area tecnica
- Direttore sportivo: Giuseppe Cannella
- Allenatore: Walter Alfredo Novellino
- Allenatore in seconda: Giuseppe De Gradi
- Team Manager: Andrea Russo
- Preparatore dei portieri: Marco Bizzarri
- Preparatori atletici: Prof. Ivano Tito, Prof. Alberto Berselli
- Magazzinieri: Andrea Carra, Claudio Pifferi
- Responsabile settore giovanile: Massimo Taibi
- Responsabile degli osservatori: Florian Myrtaj

Area sanitaria
- Responsabile sanitario: Dott. Enrico Ligabue
- Massaggiatori: Enrico Corradini, Andrea Martinelli

## Calciomercato

### Sessione estiva(dall'1/7 al 2/9)
| Acquisti | Acquisti           | Acquisti     | Acquisti      |
| R.       | Nome               | da           | Modalità      |
| -------- | ------------------ | ------------ | ------------- |
| P        | Marco Costantino   | Juventus     | definitivo    |
| P        | Carlo Pinsoglio    | L.R. Vicenza | prestito      |
| D        | Luca Calapai       | Catania      | comproprietà  |
| D        | Filippo Carini     | Pisa         | fine prestito |
| D        | Thiago Cionek      | Padova       | prestito      |
| D        | Agostino Garofalo  | Siena        | prestito      |
| D        | Gianni Manfrin     | Chievo       | comproprietà  |
| D        | Alessandro Potenza | Catania      | definitivo    |
| C        | Niccolò Belloni    | Inter        | comproprietà  |
| C        | Tommaso Bianchi    | Sassuolo     | prestito      |
| C        | Salvatore Burrai   | Latina       | definitivo    |
| C        | Salvatore Molina   | Atalanta     | prestito      |
| C        | Luca Rizzo         | Sampdoria    | prestito      |
| C        | Amidu Salifu       | Fiorentina   | prestito      |
| A        | Khouma el Babacar  | Fiorentina   | prestito      |
| A        | Salvatore Bruno    | Juve Stabia  | definitivo    |
| A        | Doudou Mangni      | Atalanta     | prestito      |

| Cessioni | Cessioni             | Cessioni     | Cessioni      |
| R.       | Nome                 | a            | Modalità      |
| -------- | -------------------- | ------------ | ------------- |
| P        | Simone Colombi       | Atalanta     | fine prestito |
| P        | Angelo Di Stasio     | L.R. Vicenza | svincolato    |
| D        | Siniša Anđelković    | Palermo      | fine prestito |
| D        | Filippo Carini       | Padova       | definitivo    |
| D        | Nikola Gulan         | Partizan     | svincolato    |
| D        | Alberto Massacci     | Latina       | prestito      |
| D        | Armando Perna        | Padova       | svincolato    |
| D        | William Lacerda      | Genoa        | fine prestito |
| C        | Pasquale Maiorino    | L.R. Vicenza | fine prestito |
| C        | Federico Moretti     | Catania      | fine prestito |
| C        | Wilfred Osuji        | Padova       | fine prestito |
| C        | Stefano Sturaro      | Genoa        | fine prestito |
| A        | Matteo Ardemagni     | Atalanta     | fine prestito |
| A        | Dejan Lazarević      | Genoa        | fine prestito |
| A        | Biagio Pagano        | Ponsacco     | svincolato    |
| A        | Giammario Piscitella | Genoa        | fine prestito |

### Sessione invernale(dal 3/1 al 31/1)
| Acquisti | Acquisti          | Acquisti | Acquisti     |
| R.       | Nome              | da       | Modalità     |
| -------- | ----------------- | -------- | ------------ |
| D        | Lino Marzorati    | Sassuolo | definitivo   |
| A        | Manuel Bellentani | Milan    | Comproprietà |
| A        | Pablo Granoche    | Chievo   | prestito     |

| Cessioni | Cessioni                | Cessioni   | Cessioni   |
| R.       | Nome                    | a          | Modalità   |
| -------- | ----------------------- | ---------- | ---------- |
| P        | Giorgio Gagliani Caputo | Carpi      | prestito   |
| A        | Juan Surraco            | Cittadella | definitivo |

## Rosa
| N. |                    | Ruolo | Calciatore         |
| -- | ------------------ | ----- | ------------------ |
| 1  | Italia (bandiera)  | P     | Nicolò Manfredini  |
| 2  | Italia (bandiera)  | D     | Luca Calapai       |
| 4  | Italia (bandiera)  | C     | Riccardo Nardini   |
| 5  | Italia (bandiera)  | D     | Filippo Minarini   |
| 6  | Italia (bandiera)  | D     | Gianluca Zucchini  |
| 7  | Italia (bandiera)  | A     | Francesco Stanco   |
| 8  | Italia (bandiera)  | C     | Francesco Signori  |
| 9  | Italia (bandiera)  | A     | Salvatore Bruno    |
| 10 | Italia (bandiera)  | C     | Andrea Mazzarani   |
| 11 | Italia (bandiera)  | C     | Luca Rizzo         |
| 12 | Italia (bandiera)  | P     | Carlo Pinsoglio    |
| 13 | Italia (bandiera)  | D     | Simone Gozzi       |
| 14 | Italia (bandiera)  | D     | Alessandro Potenza |
| 15 | Senegal (bandiera) | A     | Khouma el Babacar  |
| 16 | Italia (bandiera)  | C     | Giordano Vaccari   |

| N. |                    | Ruolo | Calciatore         |
| -- | ------------------ | ----- | ------------------ |
| 17 | Italia (bandiera)  | C     | Salvatore Molina   |
| 18 | Italia (bandiera)  | D     | Lino Marzorati     |
| 19 | Italia (bandiera)  | A     | Doudou Mangni      |
| 20 | Ghana (bandiera)   | C     | Amidu Salifu       |
| 21 | Italia (bandiera)  | C     | Daniele Dalla Bona |
| 22 | Italia (bandiera)  | P     | Marco Costantino   |
| 23 | Italia (bandiera)  | C     | Niccolò Belloni    |
| 24 | Italia (bandiera)  | C     | Tommaso Bianchi    |
| 25 | Italia (bandiera)  | C     | Giuseppe Franco    |
| 26 | Polonia (bandiera) | D     | Thiago Cionek      |
| 27 | Italia (bandiera)  | D     | Gianni Manfrin     |
| 28 | Italia (bandiera)  | D     | Davide Zoboli      |
| 29 | Italia (bandiera)  | D     | Agostino Garofalo  |
| 30 | Italia (bandiera)  | C     | Salvatore Burrai   |
| 32 | Uruguay (bandiera) | A     | Pablo Granoche     |

## Staff tecnico
| Allenatore:               | Walter Alfredo Novellino |
| Allenatore in seconda:    | Giuseppe De Gradi        |
| Team manager:             | Andrea Russo             |
| Preparatore atletico:     | Ivano Tito               |
| Preparatore atletico:     | Alberto Berselli         |
| Preparatore dei portieri: | Marco Bizzarri           |
| Magazziniere:             | Andrea Carra             |
| Magazziniere:             | Claudio Pifferi          |

## Risultati

### Serie B

#### Girone di andata
| Arbitro: | Baracani (Firenze) |

|             |           |                |
| Signori 86’ | Marcatori | 45’ Anđelković |

| Arbitro: | Chiffi (Padova) |

|                     |           |             |
| Minarini 90’ (aut.) | Marcatori | 69’ Babacar |

| Arbitro: | Saia (Palermo) |

|                           |           |  |
| Signori 27’ Mazzarani 76’ | Marcatori |  |

| Arbitro: | Bruno (Torino) |

|                |           |  |
| Ceppitelli 53’ | Marcatori |  |

| Arbitro: | Roca (Foggia) |

|                                  |           |            |
| Babacar 32’, 42’ Mazzarani 90+1’ | Marcatori | 57’ Djuric |

| Arbitro: | La Penna (Roma) |

|                               |           |             |
| Matute 26’ Dezi 36’ Ishak 84’ | Marcatori | 54’ Belloni |

| Arbitro: | Ghersini (Genova) |

|                              |           |              |
| Babacar 19’, 29’ Signori 53’ | Marcatori | 75’ Trevisan |

| Arbitro: | Abbattista (Molfetta) |

|                            |           |                      |
| Tavano 45’ Pucciarelli 67’ | Marcatori | 73’ (rig.) Mazzarani |

| Latina 13 ottobre 2013, ore 15:00 UTC+2 9ª giornata | Latina         | 0 – 0 referto | Modena | Stadio Domenico Francioni (5.298 spett.)\| Arbitro: \| Bruno (Torino) \| |
| Arbitro:                                            | Bruno (Torino) |               |        |                                                                          |

| Arbitro: | Manganiello (Pinerolo) |

|                                          |           |  |
| T. Bianchi 13’ Babacar 87’ (rig.), 90+3’ | Marcatori |  |

| Arbitro: | Pasqua (Tivoli) |

|                        |           |            |
| Ebagua 28’ (rig.), 84’ | Marcatori | 78’ Mangni |

| Arbitro: | Merchiori (Ferrara) |

|             |           |  |
| Babacar 40’ | Marcatori |  |

| Arbitro: | Candussio (Cervignano del Friuli) |

|                   |           |            |
| Vitale 11’ (rig.) | Marcatori | 74’ Mangni |

| Arbitro: | Cervellera (Taranto) |

|                                 |           |                                                |
| Mazzarani 9’ Babacar 88’ (rig.) | Marcatori | 37’ (rig.) Sgrigna 39’ S. Romagnoli 66’ Concas |

| Arbitro: | Chiffi (Padova) |

|                        |           |            |
| Antenucci 45+1’ (rig.) | Marcatori | 33’ Mangni |

| Arbitro: | Ostinelli (Como) |

|                      |           |               |
| Mazzarani 45’ (rig.) | Marcatori | 90+3’ Rosseti |

| Arbitro: | Abbattista (Molfetta) |

|            |           |  |
| Rubino 14’ | Marcatori |  |

| Arbitro: | La Penna (Roma) |

|  |           |                  |
|  | Marcatori | 87’ L.A. Scaglia |

| Arbitro: | Pinzani (Empoli) |

|                            |           |             |
| D'Angelo 42’ Galabinov 66’ | Marcatori | 84’ Babacar |

| Arbitro: | Pairetto (Nichelino) |

|  |           |              |
|  | Marcatori | 45+1’ Ragusa |

| Arbitro: | Baracani (Firenze) |

|             |           |            |
| Capelli 36’ | Marcatori | 44’ Molina |

#### Girone di ritorno
| Palermo 25 gennaio 2014, ore 15:00 UTC+1 22ª giornata | Palermo             | 0 – 0 referto | Modena | Stadio Renzo Barbera (7.462 spett.)\| Arbitro: \| Borriello (Mantova) \| |
| Arbitro:                                              | Borriello (Mantova) |               |        |                                                                          |

| Arbitro: | Maresca (Napoli) |

|                                                    |           |         |
| Zoboli 26’ Rizzo 48’ Babacar 68’ (rig.) Molina 81’ | Marcatori | 78’ Rea |

| Arbitro: | Bruno (Torino) |

|  |           |                        |
|  | Marcatori | 90+5’ (rig.) Mazzarani |

| Arbitro: | Pasqua (Tivoli) |

|                                                  |           |  |
| Molina 26’, 62’ Babacar 56’ Mazzarani 84’ (rig.) | Marcatori |  |

| Arbitro: | Ghersini (Genova) |

|                                 |           |  |
| Basso 10’ (rig.) M. Mancosu 69’ | Marcatori |  |

| Arbitro: | Minelli (Varese) |

|                               |           |  |
| Zoboli 45’ Babacar 77’ (rig.) | Marcatori |  |

| Arbitro: | Pinzani (Empoli) |

|                       |           |                        |
| Cuffa 61’ Improta 63’ | Marcatori | 15’ Babacar 40’ Cionek |

| Modena 15 marzo 2014, ore 15:00 UTC+1 29ª giornata | Modena          | 0 – 0 referto | Empoli | Stadio Alberto Braglia (4.661 spett.)\| Arbitro: \| Chiffi (Padova) \| |
| Arbitro:                                           | Chiffi (Padova) |               |        |                                                                        |

| Arbitro: | Pasqua (Tivoli) |

|                                                      |           |  |
| Babacar 55’ Granoche 61’ (rig.) Rizzo 83’ Mangni 87’ | Marcatori |  |

| Arbitro: | Merchiori (Ferrara) |

|                           |           |                   |
| Dumitru 36’ Barillà 90+2’ | Marcatori | 52’, 75’ Granoche |

| Modena 29 marzo 2014, ore 15:00 UTC+1 32ª giornata | Modena                | 0 – 0 referto | Spezia | Stadio Alberto Braglia (4.378 spett.)\| Arbitro: \| Abbattista (Molfetta) \| |
| Arbitro:                                           | Abbattista (Molfetta) |               |        |                                                                              |

| Arbitro: | Minelli (Varese) |

|            |           |                                    |
| Amenta 61’ | Marcatori | 24’ Babacar 47’ Rizzo 50’ Granoche |

| Arbitro: | Aureliano (Bologna) |

|                                        |           |                             |
| Granoche 4’, 57’ Stanco 39’ Zoboli 74’ | Marcatori | 15’ (rig.) Sowe 28’ Zampano |

| Arbitro: | Ciampi (Roma) |

|                              |           |                          |
| Concas 7’ S. Romagnoli 90+2’ | Marcatori | 55’ Babacar 63’ Garofalo |

| Arbitro: | Borriello (Mantova) |

|                                             |           |                                                   |
| Granoche 66’ T. Bianchi 83’ Mazzarani 90+6’ | Marcatori | 70’ Miglietta 81’ (rig.) Antenucci 90+5’ Alfageme |

| Arbitro: | Di Paolo (Avezzano) |

|             |           |                               |
| Rosseti 80’ | Marcatori | 12’ Babacar 74’, 76’ Granoche |

| Arbitro: | Gavillucci (Latina) |

|                              |           |               |
| Babacar 13’, 59’ Signori 49’ | Marcatori | 15’ Sansovini |

| Arbitro: | Maresca (Napoli) |

|  |           |              |
|  | Marcatori | 18’ Granoche |

| Arbitro: | Cervellera (Taranto) |

|                |           |  |
| T. Bianchi 49’ | Marcatori |  |

| Arbitro: | Merchiori (Ferrara) |

|                               |           |                          |
| Maniero 33’ (rig.) Ragusa 71’ | Marcatori | 80’ Mangni 90’ Mazzarani |

| Modena 30 maggio 2014, ore 20:30 UTC+2 42ª giornata | Modena              | 0 – 0 referto | Cesena | Stadio Alberto Braglia (9.710 spett.)\| Arbitro: \| Di Bello (Brindisi) \| |
| Arbitro:                                            | Di Bello (Brindisi) |               |        |                                                                            |

### Play-off

#### Turno preliminare
| Arbitro: | Nasca (Bari) |

|             |           |  |
| Signori 56’ | Marcatori |  |

#### Semifinali
| Arbitro: | Mariani (Aprilia) |

|  |           |               |
|  | Marcatori | 18’ Marilungo |

| Arbitro: | Baracani (Firenze) |

|               |           |             |
| Marilungo 56’ | Marcatori | 75’ Manfrin |

### Coppa Italia
| Arbitro: | Merchiori (Ferrara) |

|  |           |            |
|  | Marcatori | 65’ Gucher |

## Statistiche

### Statistiche di squadra
| Competizione           | Punti | In casa | In casa | In casa | In casa | In casa | In casa | In trasferta | In trasferta | In trasferta | In trasferta | In trasferta | In trasferta | Totale | Totale | Totale | Totale | Totale | Totale | DR  |  |
| Competizione           | Punti | G       | V       | N       | P       | Gf      | Gs      | G            | V            | N            | P            | Gf           | Gs           | G      | V      | N      | P      | Gf     | Gs     | DR  |  |
| ---------------------- | ----- | ------- | ------- | ------- | ------- | ------- | ------- | ------------ | ------------ | ------------ | ------------ | ------------ | ------------ | ------ | ------ | ------ | ------ | ------ | ------ | --- |  |
| Serie B (Stag. Regol.) | 64    | 21      | 12      | 6       | 3       | 41      | 16      | 21           | 4            | 10           | 7            | 24           | 27           | 42     | 16     | 16     | 10     | 65     | 43     | -20 |  |
| Serie B (Play-Off)     |       | 2       | 1       | 0       | 1       | 1       | 1       | 1            | 0            | 1            | 0            | 1            | 1            | 3      | 1      | 1      | 1      | 2      | 2      | -3  |  |
| Coppa Italia           |       | 1       | 0       | 0       | 1       | 0       | 1       |              |              |              |              |              |              | 1      | 0      | 0      | 1      | 0      | 1      | -3  |  |
| Totale                 | -     | 24      | 13      | 6       | 5       | 42      | 18      | 22           | 4            | 11           | 7            | 25           | 28           | 46     | 17     | 17     | 12     | 67     | 46     |     |  |